# Ipsach
Ipsach is een gemeente en plaats in het Zwitserse kanton Bern, en maakt deel uit van het district Biel/Bienne.
Ipsach telt 4.032 inwoners.